# Ischiopsopha concinna
Ischiopsopha concinna är en skalbaggsart som beskrevs av Wallace 1867. Ischiopsopha concinna ingår i släktet Ischiopsopha och familjen Cetoniidae. Inga underarter finns listade i Catalogue of Life.